# Giuseppe Colli di Felizzano
Giuseppe Colli di Felizzano (Saluzzo, 9 settembre 1870 – Rapallo, 12 settembre 1937) è stato un diplomatico italiano.

## Biografia
Figlio di Corrado Colli di Felizzano. 
Nel 1892 fu nominato tenente dell'arma di cavalleria e frequenta la Scuola Militare di Modena. Nel 1889 fu nominato sottotenente del reggimento dei Lancieri di Novara, si candidò per incarichi nelle colonie italiane. Nel 1896 partecipa sotto il comando del generale Antonio Baldissera alla campagna di Eritrea.
Guidò la delegazione italiana che partecipò ad una commissione di confine tra Eritrea, Sudan ed Etiopia. La delegazione britannica era guidata da Robert Gascoyne-Cecil, III Marchese di Salisbury. Ne risultò la Carta Talbot-Colli, allegata alla Convenzione Talbot-Colli del 16 aprile 1901, che definiva il tracciato del confine.  L'accordo tra i rappresentanti italiani: Ferdinando Martini, Giacomo Agnesa (Direttore dell'Ufficio Coloniale del MAE), Federico Ciccodicola, Alessandro Bodrero e i rappresentanti del governo britannico: Rennell Rodd, 1º Barone Rennell, Lord Edward Gleichen, John Lane Harrington, fu firmato a Roma il 22 novembre 1901. Nell'accordo, i Kunama furono aggiunti alla colonia dell'Eritrea, mentre una via carovaniera per Kassala rientrava nel dominio di Menelik II. Il trattato di confine tra Eritrea, Sudan ed Etiopia fu firmato ad Addis Abeba il 15 maggio 1902 da Menelik II e dai rappresentanti dei governi italiano e britannico. La ratifica del trattato fallì al Senato del Regno d'Italia il 12 febbraio 1903.
Incaricato di rinegoziare il trattato di confine, Colli di Felizzano fu incaricato d'affari ad Addis Abeba dal 1907 e vi rimase come inviato fino al 1919. 
Colli riuscì a costruire un rapporto di stima e fiducia con l’imperatore Menelik e vari suoi collaboratori, in primis Apte Ghiorghis, ministro della Guerra, che gli consentirono di ottenere significativi successi diplomatici, tra cui la conclusione degli accordi confinari italo-abissini del 16 maggio 1908, che definirono la delimitazione delle frontiere fra Somalia italiana ed Etiopia e del confine eritreo-etiopico in Dancalia. 
Quale segno di simpatia verso Colli e l’Italia, Menelik concesse un vasto appezzamento di terra su una delle più alte colline di Addis Abeba, dove fra il 1909 e il 1911 Colli fece costruire un edificio con grande parco quale sede della Rappresentanza diplomatica dell’Italia in Etiopia, Villa Italia, che è ancora la sede dell’Ambasciata d’Italia.
Con l’avvento al trono etiopico di Ligg Jasu, nipote di Menelik,  e lo scoppio della Prima guerra mondiale, le relazioni italo-etiopiche diventarono difficili e delicate. Nel corso del 1916 la situazione interna etiopica si deteriorò e il crescere della tensione xenofoba e anti-europea provocò un attentato contro Colli di Felizzano ad Addis Abeba nel maggio 1916.
Il 1º aprile 1920 fu nominato a capo dell'Ambasciata d'Italia a Stoccolma dove rimase fino al 6 ottobre 1921 quando fu accreditato come inviato straordinario e Ministro Plenipotenziario a Buenos Aires. Nella capitale argentina ebbe come collaboratore un giovane diplomatico, Pietro Quaroni, che lo descrisse come funzionario atipico, fortemente attento ai bisogni dei poveri emigrati italiani e di tendenze antifascista. In Argentina espresse posizioni antifasciste e fu sostituito da Luigi Aldovrandi Marescotti su insistenza degli ambienti fascisti di Buenos Aires.
Fu collocato a riposo il 14 febbraio 1924., ma alcune settimane dopo fu richiamato in servizio e nominato nuovo ministro plenipotenziario italiano ad Addis Abeba, in tempo per poter accompagnare il reggente etiopico ras Tafari nella sua visita a Roma del giugno 1924.
Morì a Rapallo il 12 settembre 1937 e fu sepolto a San Michele di Pagana.